# Gadancourt
Gadancourt – miejscowość i dawna gmina we Francji, w regionie Île-de-France, w departamencie Dolina Oise. W 2013 roku populacja ówczesnej gminy wynosiła 88 mieszkańców. 
Dnia 1 stycznia 2018 roku połączono dwie wcześniejsze gminy: Avernes oraz Gadancourt. Siedzibą gminy została miejscowość Avernes, a nowa gmina przyjęła jej nazwę.